# 2-Etyloheksanol
2-Etyloheksanol – organiczny związek chemiczny z grupy alkoholi o rozgałęzionym, chiralnym ośmiowęglowym łańcuchu węglowodorowym. Jest bezbarwną cieczą, prawie całkowicie nierozpuszczalną w wodzie, jednak mieszającą się z większością rozpuszczalników organicznych. Produkowany na masową skalę jako prekursor plastyfikatorów, z których część podejrzewana jest o wpływ na układ hormonalny człowieka.

## Zastosowania
Stosowany do produkcji:
- słabo lotnych estrów stosowanych jako plastyfikatory tworzyw sztucznych
- dodatków poprawiających stabilność termiczną i odporność na utlenianie tworzyw sztucznych
- związków powierzchniowo czynnych
- środków antypieniących stosowanych w przemyśle tekstylnym i papierniczym
- płynów hamulcowych
- dodatków do paliw
- kosmetyków oraz farmaceutyków.

Stosowany jest również jako:
- słabo lotny rozpuszczalnik dla olejów roślinnych, tłuszczów zwierzęcych, żywic, wosków i produktów petrochemicznych
- składnik słabo lotnych rozpuszczalników stosowanych w przemyśle barwników oraz powłok malarskich i lakierniczych.